# Oxytropis tianschanica
Oxytropis tianschanica är en ärtväxtart som beskrevs av Aleksandr Andrejevitj Bunge. Oxytropis tianschanica ingår i släktet klovedlar, och familjen ärtväxter. Inga underarter finns listade i Catalogue of Life.